# 大甲溪女鬼
大甲溪女鬼，是台灣民間傳說中出現在大甲溪河畔的女鬼，會欺騙別人帶其過河並伺機將他們溺斃。

## 傳說
傳說在清領時期，有個女鬼會出現在現今台中市東勢區的大甲溪河畔的苦楝樹下，當有人經過時會要求他們背自己過河，直到人們經過水流湍急的地方時將臉變成醜陋而長舌的臉來嚇揹著自己的人，讓他們掉進水中溺死，但如果一直沒有回頭並背著他到對岸，女鬼就會變成一塊棺材板。後來有位道士為了不讓女鬼繼續害人，先在河的對岸準備一個燒熱的油鍋，再扮成商人背女鬼過河，最後把女鬼丟進油鍋裡炸，從此女鬼就再也沒有現身了。

## 現代研究
大甲溪女鬼的傳說很有可能是源自於過去大甲溪的水流湍急、經常氾濫，造成過河的人溺斃的情況，現今東勢區的居民也有祭拜大甲溪河神和水鬼以求他們不要害人的傳統。